# Kawanishi K-2
El Kawanishi K-2 fue un avión japonés de la compañía Kawanishi, el primero desarrollado en Japón para participar en competiciones de velocidad. 

## Historial
La configuración del aparato era monoplano, con un ala cantilever de implantación baja, siendo la primera vez que se empleaba esta configuración en Japón. Posteriormente el ala fue reforzada con unas riostras en el fuselaje, siendo sustituidas estas por montantes para mayor rigidez, a sugerencia del piloto Yukichi Goto.
El diseño del fuselaje trataba de ser lo más limpio posible para reducir la resistencia aerodinámica, llegando al extremo de carecer de parabrisas para el piloto. Paradójicamente, el motor Hall-Scott, empleado anteriormente en el Kawanishi K-1, ubicaba su voluminoso radiador sobre el fuselaje.
La sección de cola disponía de un estabilizador vertical embrionario, empleando el diseño del fuselaje en esa zona para contribuir al control direccional, que resultaba bastante deficiente, especialmente al despegue.
Problemas en el desarrollo impidieron que el K-2 compitiese, pero en pruebas alcanzó una velocidad máxima de 257 km/h, destacable para su época.

## Especificaciones
Referencia datos: Japanese Aircraft 1910–1941

### Características generales
- Tripulación: 1
- Longitud: 6,57 m
- Envergadura: 9,67 m
- Altura: 2,35 m
- Superficie alar: 13,2 m²
- Peso vacío: 680 kg
- Peso cargado: 860 kg
- Planta motriz: 1× motor en línea de 6 cilindros Hall-Scott.
  - Potencia: 200-244 hp

### Rendimiento
- Velocidad máxima operativa (Vno): 257 km/h
- Alcance: km
- Radio de acción: km
- Alcance en combate: km
- Alcance en ferry: km
- Techo de vuelo: 7.600 m

### Aeronaves similares
- Bristol Racer
- Dewoitine D.7

### Secuencias de designación
K-1 • K-2 • K-3 • K-5 →